# L'Homme imaginé
Pour plus de détails, voir Fiche technique et Distribution.
L'Homme imaginé est un film français réalisé par Patricia Bardon, sorti en 1990.

## Fiche technique
- Titre : L'Homme imaginé
- Réalisation : Patricia Bardon
- Conseiller technique : Robert Guédiguian
- Scénario et dialogues : Patricia Bardon
- Photographie : Pascal Caubère
- Son : Laurent Langlois
- Montage : Catherine Maurice
- Musique : Bernardo Sandoval et John Dowland
- Société de production : CDN Productions
- Pays de production :  France
- Durée : 85 minutes
- Dates de sortie : 	 	
  - Suisse : août 1990 (Festival du film de Locarno)
  - France : 8 mai 1991[1]

## Distribution
- Jacques Spiesser : l'homme
- Marie Carré : Marie
- Hélène Bascoul : Deliah
- Paul Blain : Thomas
- Yann Dedet : le voisin de Marie
- Alain Monne
- Yves Verhoeven
- Benoit Thivel : le chanteur